# Яшовский, Станислав
Стани́слав Любич Яшо́вский (Stanisław Lubicz Jaszowski, 1803—1842) — польский писатель, поэт, критик, журналист, драматург, романист, издатель.

## Биография
Содействовал возрождению польской национальной литературы в Галиции (Австрийская империя).
Издал два периодических сборника: «Słavianin» и «Dniestrzanka», сотрудничал в разных литературных журналах Кракова и Львова.
Будучи современником А.C. Пушкина, широко освещал его деятельность в польской прессе Львова.
Похоронен на Лычаковском кладбище во Львове.

## Творчество
- «Zabawki rymotwórcze» (1826) — сборник комедий, драматических рассказов и. т. п.;
- «Powieści Historyczne polskie» (1831);
- «Mulatka» (1833) — роман в стихах;
- «Bitwa pod Stubneni» (1831) — роман.